# Schnapsnase

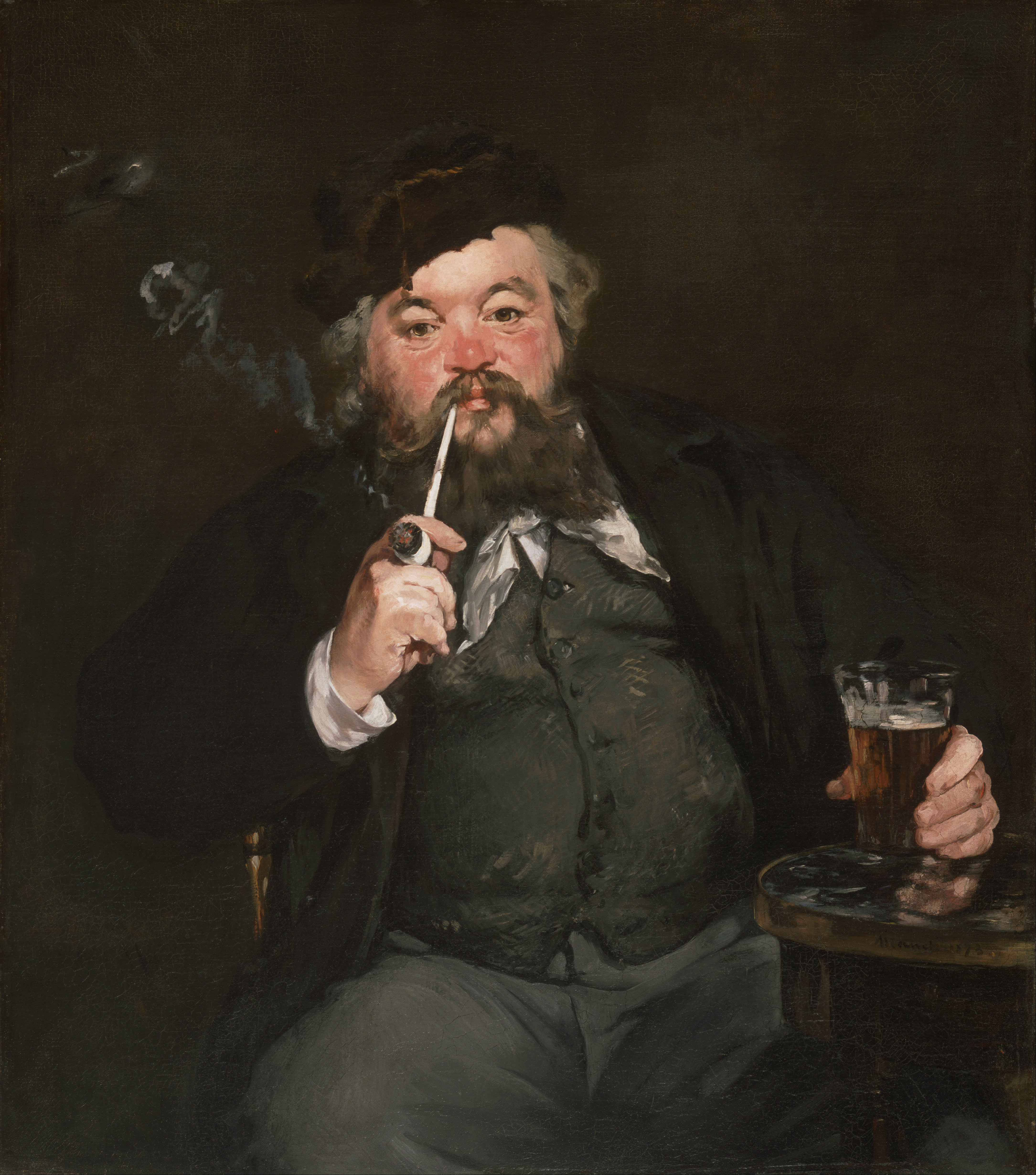
Édouard Manet: Biertrinker

Schnapsnase, auch Säufer- oder Trinkernase, ist eine Bezeichnung aus der Umgangssprache für: 
- eine „durch übermäßigen Alkoholkonsum knollig verdickte, blaurote Nase“[2] bzw. „eine Nase, die vom vielen Alkoholtrinken rot ist“.[3]
- Menschen, die regelmäßig oder häufiger Alkohol trinken.[4]

Dennoch ist eine Schnapsnase kein sicheres Zeichen dafür, dass ihr Träger regelmäßiger Alkoholkonsument ist. Die aufgedunsene, von roten und blauen Äderchen durchzogene Knollnase wird Rhinophym genannt. Das Rhinophym ist eine Ausprägung der Rosazea, einer erblich bedingten chronischen Hautentzündung. Zwei bis fünf Prozent der erwachsenen Bevölkerung leiden darunter. Bei manchen Menschen, häufiger bei Männern im gesetzten Alter, können sich dann die Talgdrüsen in der Nase knotenartig verdicken, das Gewebe wächst blumenkohlartig an. Allerdings gehören zu den Reizen, die die Krankheit verstärken, neben intensiver Sonnenbestrahlung, scharfen Gewürzen, Heißgetränken und starkem Stress der Alkoholkonsum. Gleichwohl ist Alkohol nicht der Auslöser. Auch Abstinenzler können von der Schnapsnase befallen werden.